# Ахерон
Ахеро́н (др.-греч. Ἀχέρων, греч. Αχέρων) — река в Греции, протекает по эпирской области Теспротии, протекающая в верхнем течении гористую местность (ныне Какозули), затем проходящая через узкое ущелье, длиной 5 км, и продолжающая своё течение на равнине Эпира — Фаранион, переходящая в болотистую местность (Acherusia palus), воды которой стекают в Элейскую гавань. Длина — 58 км.
В древнегреческой мифологии Ахерон — одна из рек в царстве Аида.

## Этимология
Происхождение древнегреческого термина Ἀχέρων (МФА: /a.kʰé.rɔːn/) точно неизвестно. Связь с прабалтославянским *éźera («озеро») спорна. Народная этимология утверждает, что термин происходит от ὁ ἄχεα ῥέων («поток печали») или «печаль».

## Мифология
В десятой песне «Одиссеи» Ахерон — одна из рек в подземном царстве, через которую Харон перевозил в челноке прибывшие тени умерших. Также Ахерон описывается в «Божественной комедии» Данте.

## Галерея

Река Ахерон
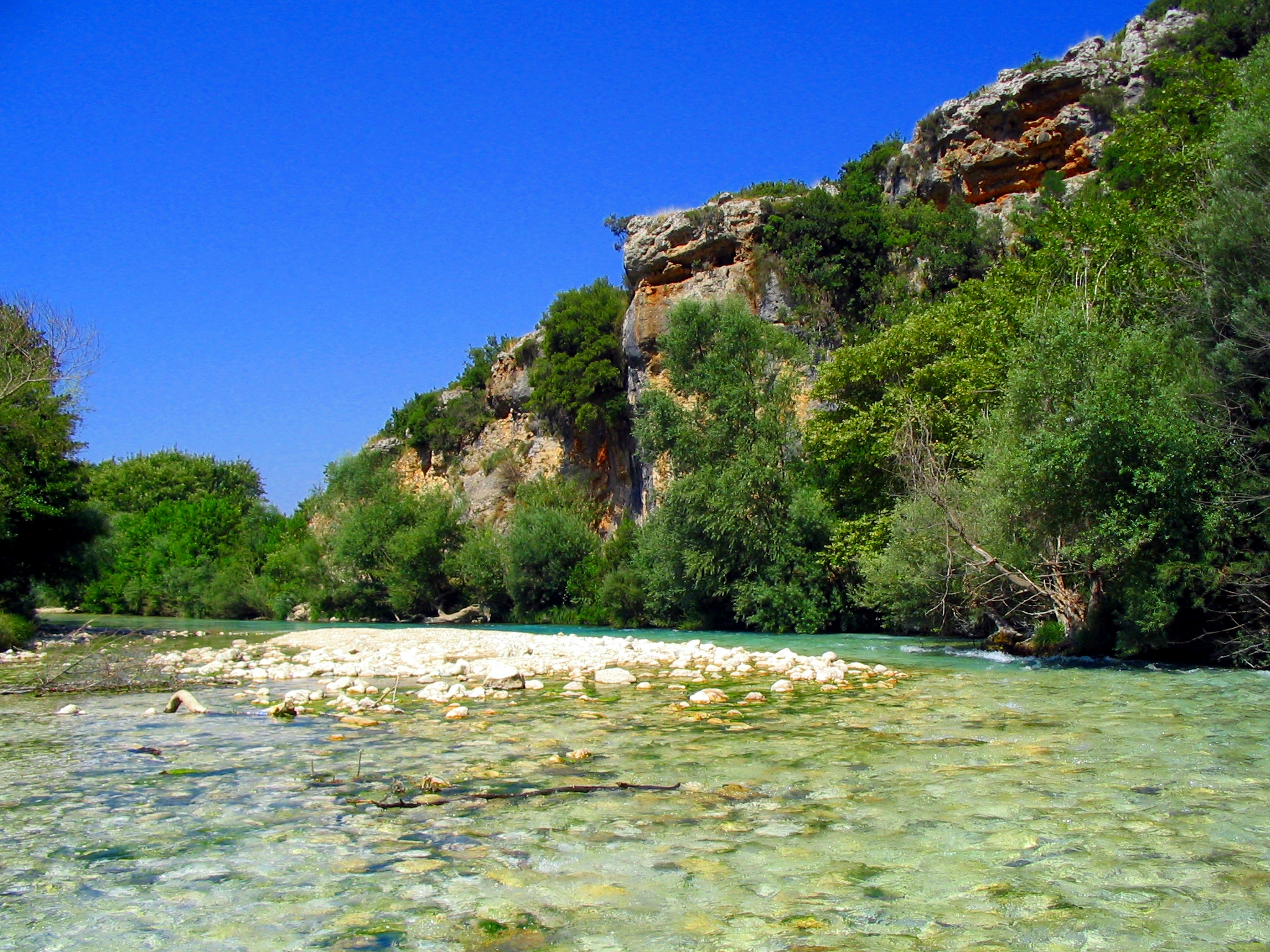
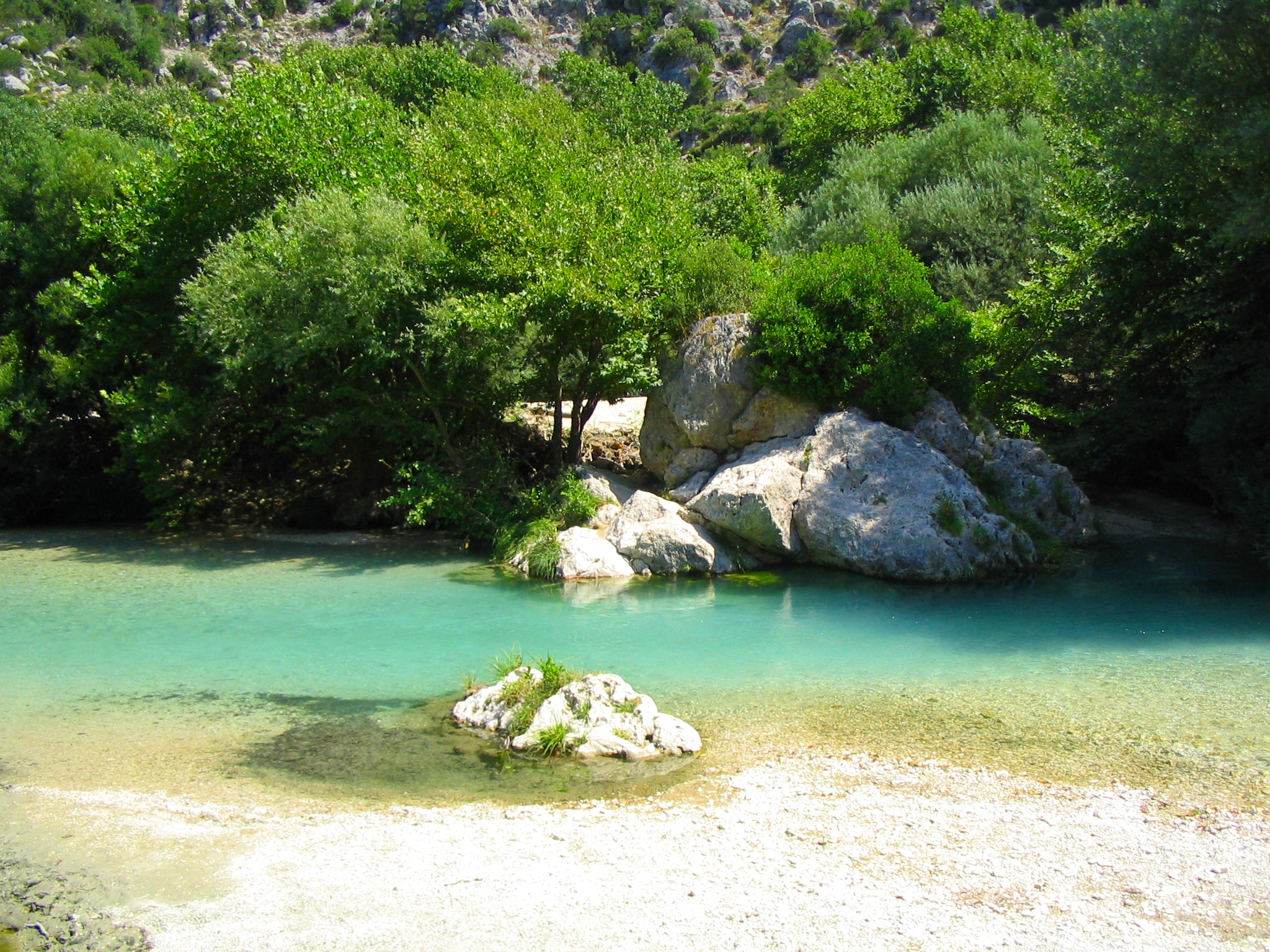
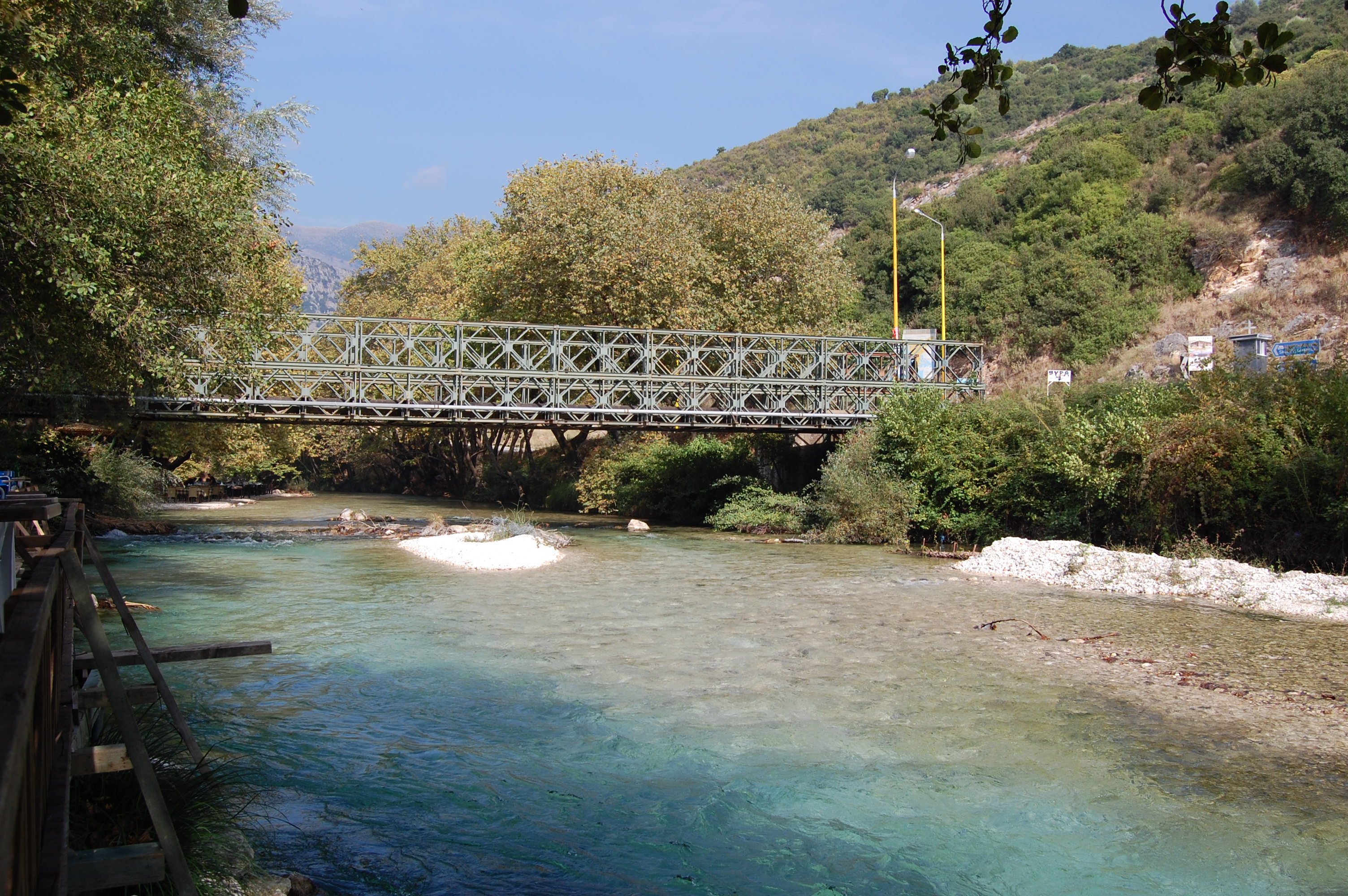
Ферменный мост  через Ахерон
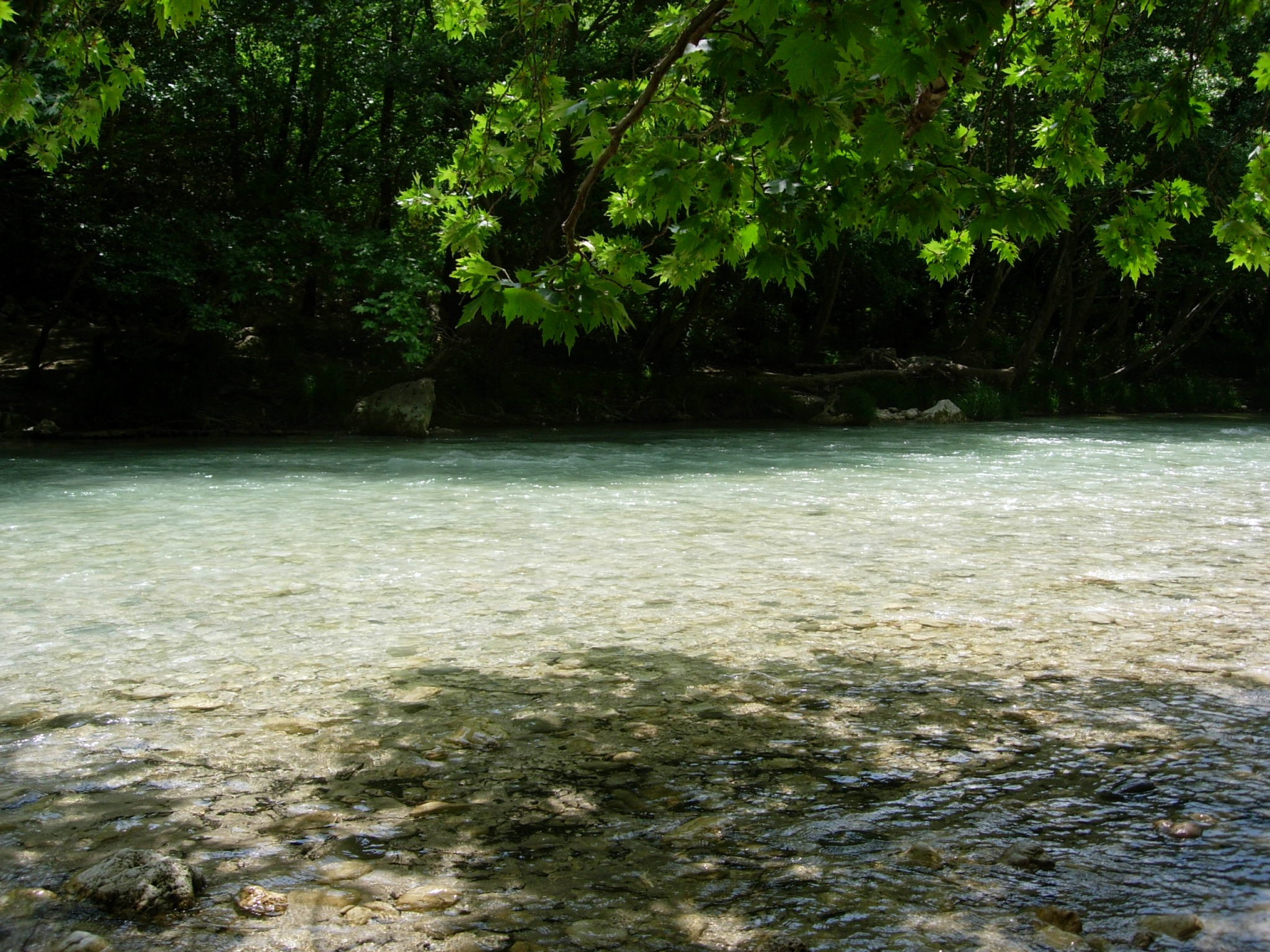
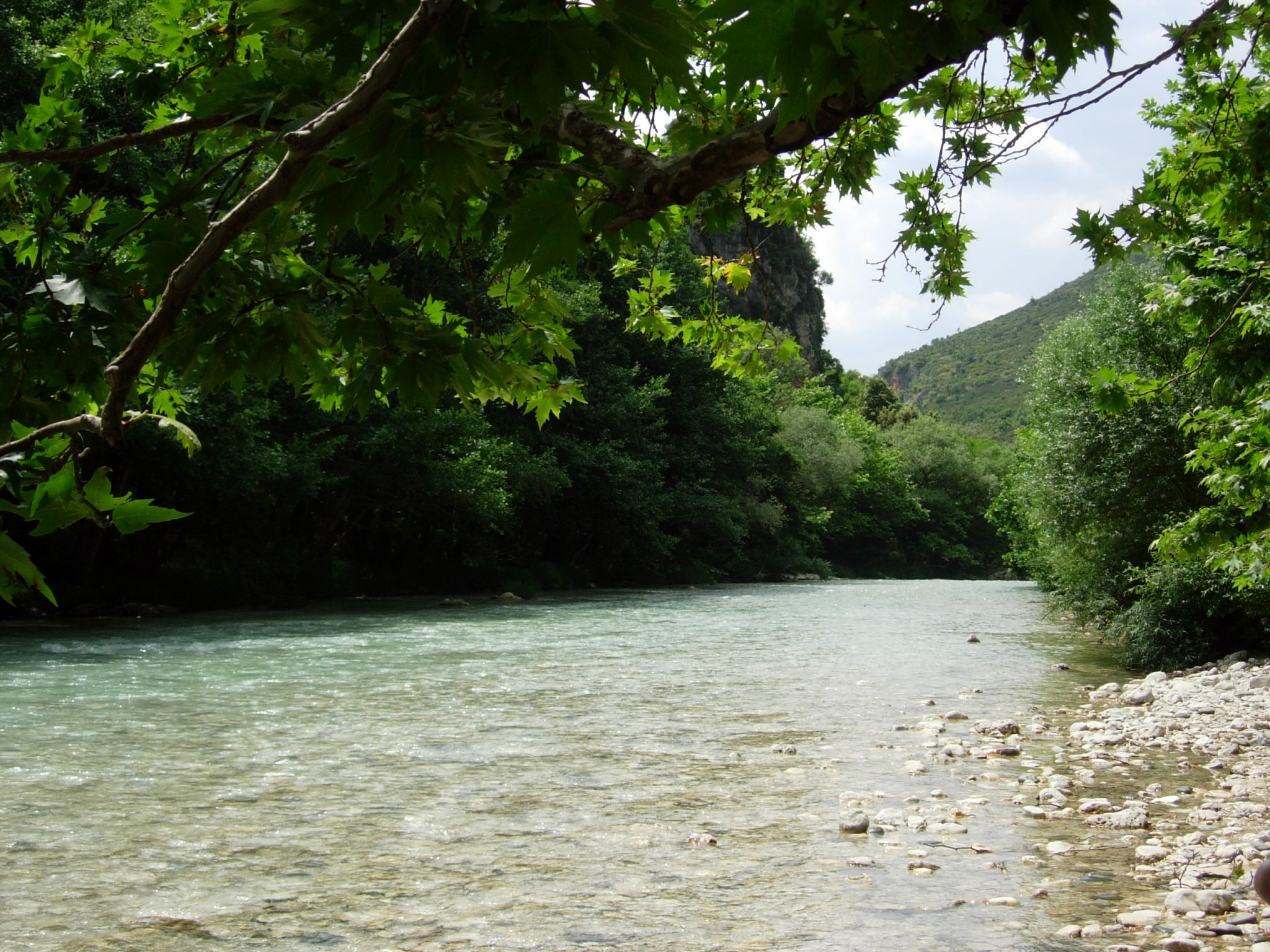
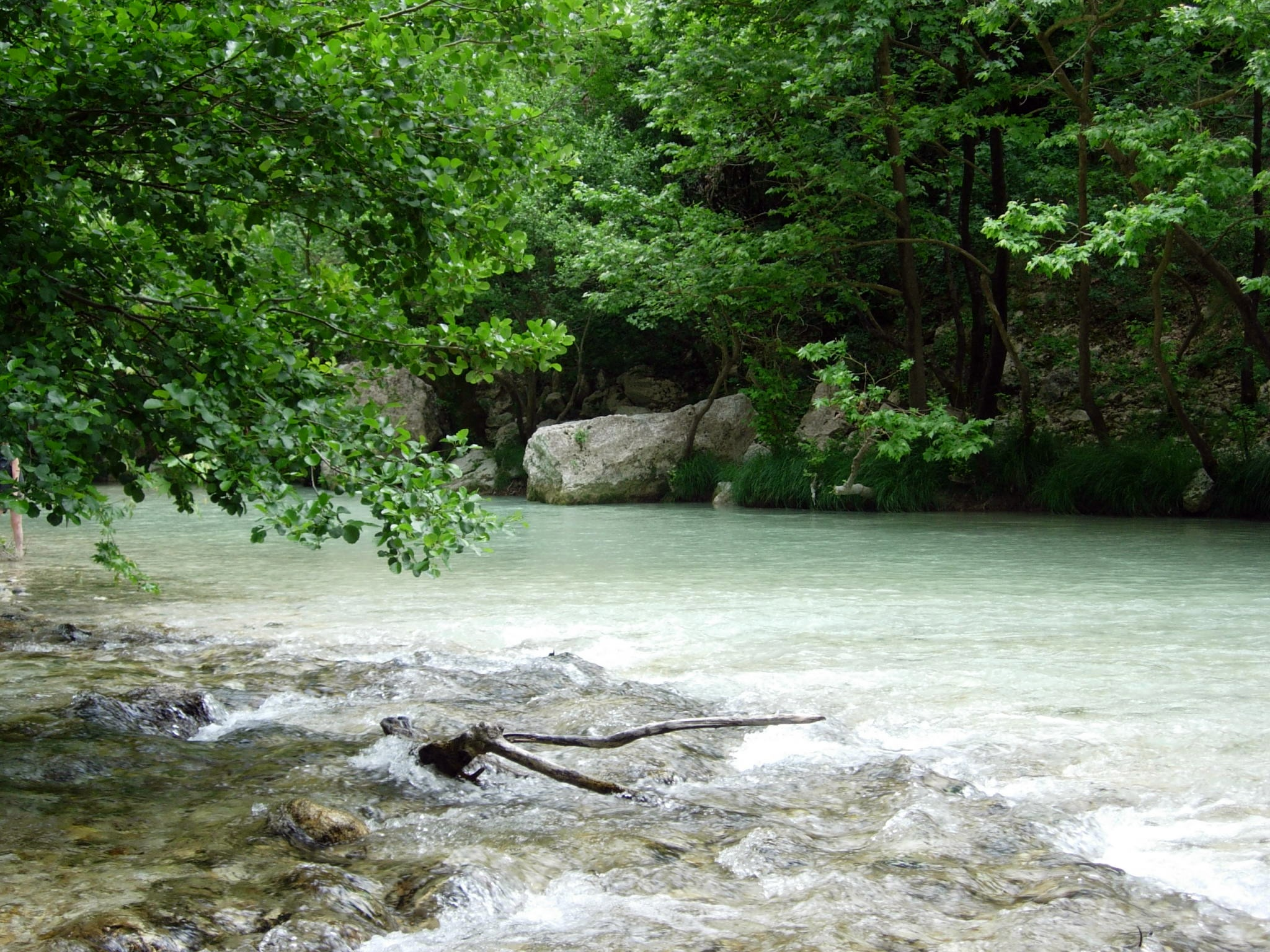
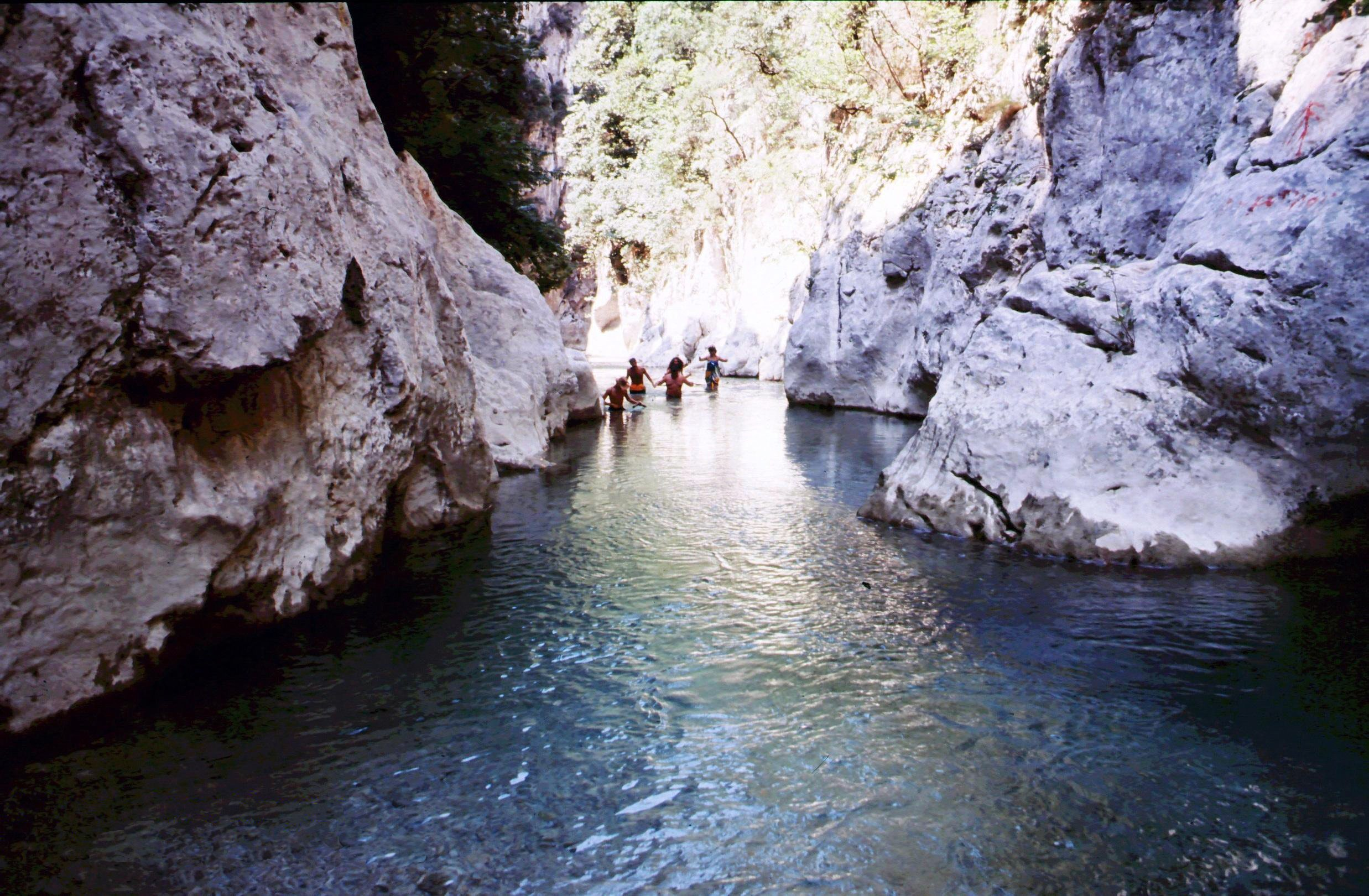
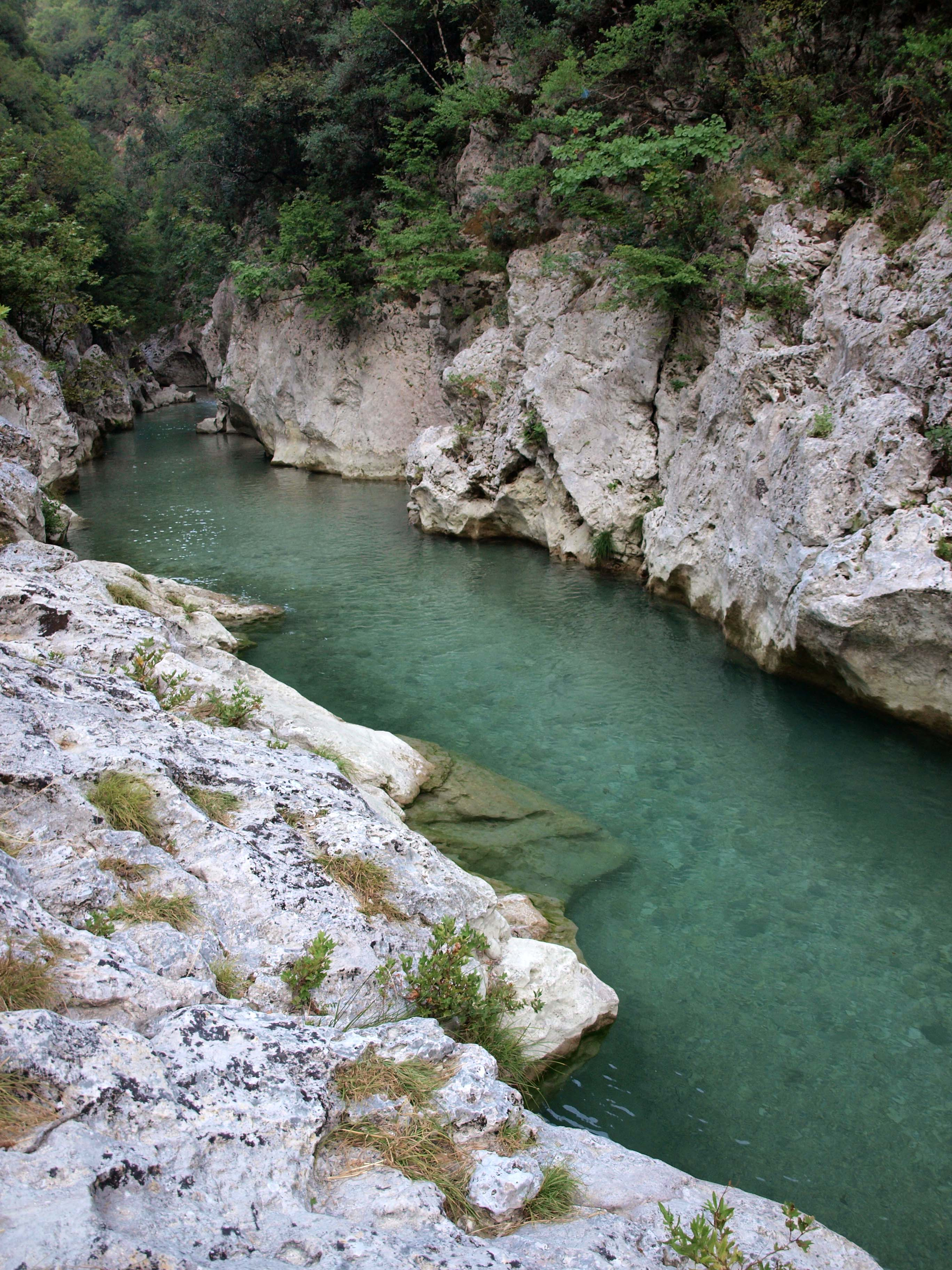